# バーガーキング (日本)

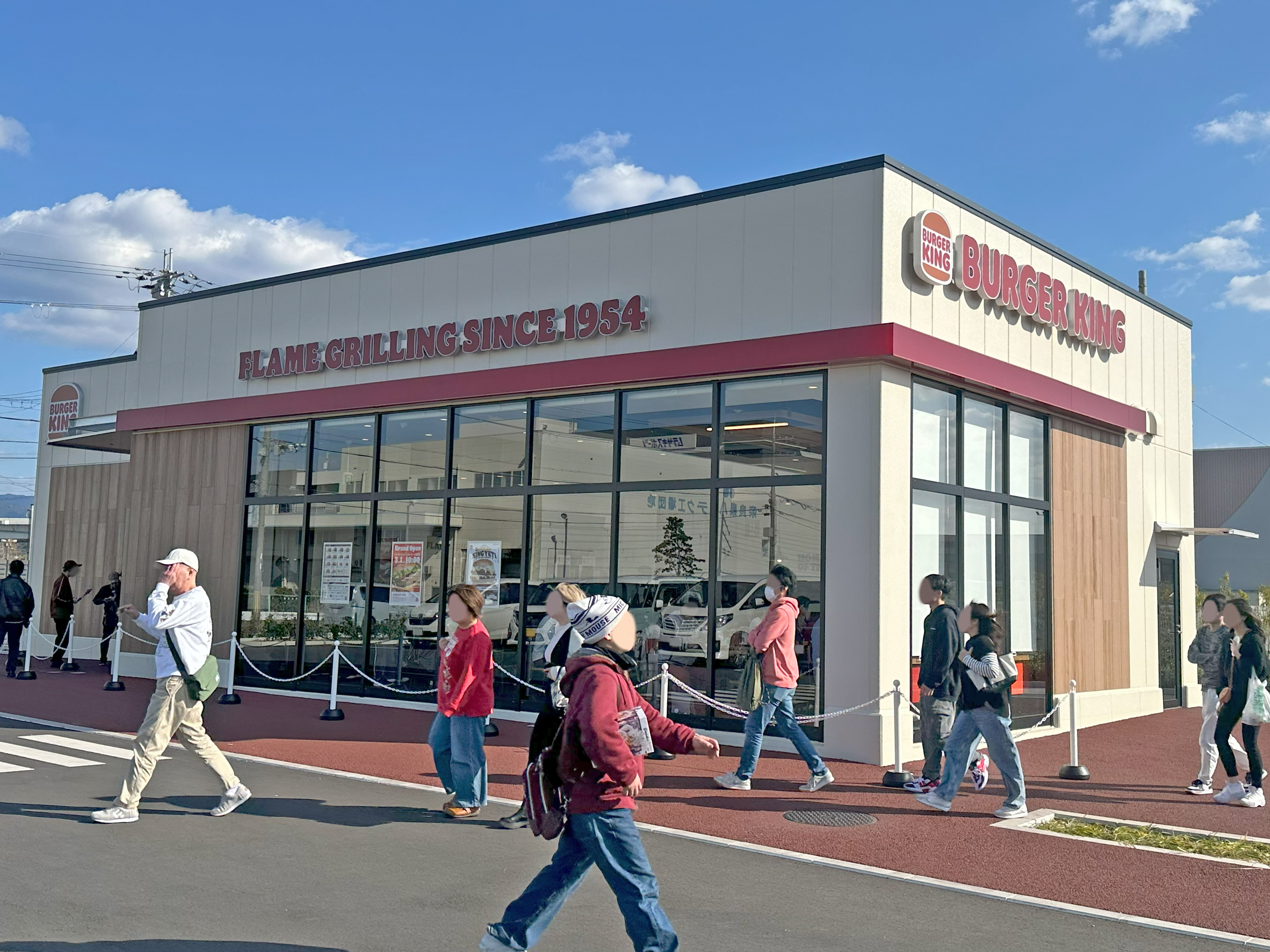
イオンモール橿原店（2025年、単独の建物）

本項では、日本におけるバーガーキングの事業について解説する。
日本で展開したバーガーキング・フランチャイズ事業を手がけた企業は、
1. 1993年にアメリカ・バーガーキング社とフランチャイズ契約を結び、独自にチェーン展開していた西武商事
2. 1996年にアメリカ・バーガーキング社の持株会社である、イギリス企業グランド・メトロポリタン社と提携、事業を展開していたバーガーキングジャパン（旧）を設立した日本たばこ産業（JT）
3. 2007年に共同出資会社バーガーキング・ジャパン（新）を設立したロッテ（日本法人）とリヴァンプ
4. 2010年に上記会社を買収したロッテリア（韓国法人）（朝鮮語版）
5. 2017年にアメリカ・バーガーキング社とフランチャイズ契約を締結した投資ファンド、アフィニティ・エクイティ・パートナーズ（英語版）（2017年ビーケージャパンHDを設立）がある。

なお、在日米軍基地内のバーガーキングは、これらとは関係ないため、本項では触れない。

## 歴史

### 西武鉄道・JT運営期（1993年 - 2001年）
西武グループ系列企業の西武商事（後の西武リアルティソリューションズ）が1993年に米バーガーキング社とフランチャイズ契約を結び、1993年9月22日、西武池袋線入間市駅の駅ビルにバーガーキング日本1号店となる入間店が開店した。
西武商事の運営方針としては、自社物件で保有する西武鉄道沿線のテナントビルへの展開、プリンスホテルなどの西武グループのリゾート施設内を活用した店舗事業展開を計画していたが、米バーガーキング社との間で拡大戦略と事業展開についての意見の相違があり、後述の新法人に事業を引き継ぐ形で既存店の営業は継続したまま、提携関係のみ解消することになった。
既存店の運営を引き継ぎ、日本市場でのバーガーキング事業を継承したのは、日本たばこ産業（JT）が1996年に設立したバーガーキングジャパン株式会社である。当時の米バーガーキング社の持株会社であるイギリス企業グランド・メトロポリタン社と提携後、共同出資会社としてJTグランドメット株式会社を設立。JTグランドメットが100%出資する子会社として、バーガーキングジャパン株式会社（旧）を設立した（登記上の設立年月日：1996年5月20日）。
バーガーキングジャパンでは、ブランドシナジー効果を早期に高めるため、森永グループのレストラン森永が展開していた「森永LOVE」の事業を譲受してチェーン展開を進め、4年から5年の間に100店舗を出店する事業計画を掲げた。
JTは、東急グループから事業を譲受してベーカリーカフェ「サンジェルマン」を運営するなど、食品産業にかかわっていた時期がある。
1990年代後半からは、日本マクドナルドが打ち出した平日半額キャンペーンなど低価格競争の激化や、西武グループの経営状況悪化もあり、メニュー単価が高いバーガーキングの店舗は客足が遠のき経営は悪化した。このため2001年3月末でバーガーキング・ジャパンは営業を終了し、日本から撤退した。
日本撤退に伴い、首都圏を中心に展開していたチェーン店の25店舗は2001年3月末までに営業終了した。そのうち、西武商事が運営していた店舗は同じくハンバーガーチェーンを展開するサントリー系のファーストキッチン（現：ファーストキッチン・ウェンディーズ）、JTが運営していた店舗はロッテリアに売却された。
JTは、事業撤退を告知するニュースリリース中で「事業拡大の戦略・方法について意見が一致せず、事業の将来性を検討した結果、早期の撤退が最善と判断し決定した」と述べており、米バーガーキング本社と軋轢があったことを認めている。
法人としてのバーガーキングジャパン株式会社は、撤退直後に役員変更が1回行われた後は休眠状態で、2005年3月31日付で解散するまでの約4年間も放置されていた。8月17日に特別清算開始、12月6日に特別清算終結決定し、完全消滅した。

### ロッテ・韓国ロッテリア運営期（2007年 - 2019年）

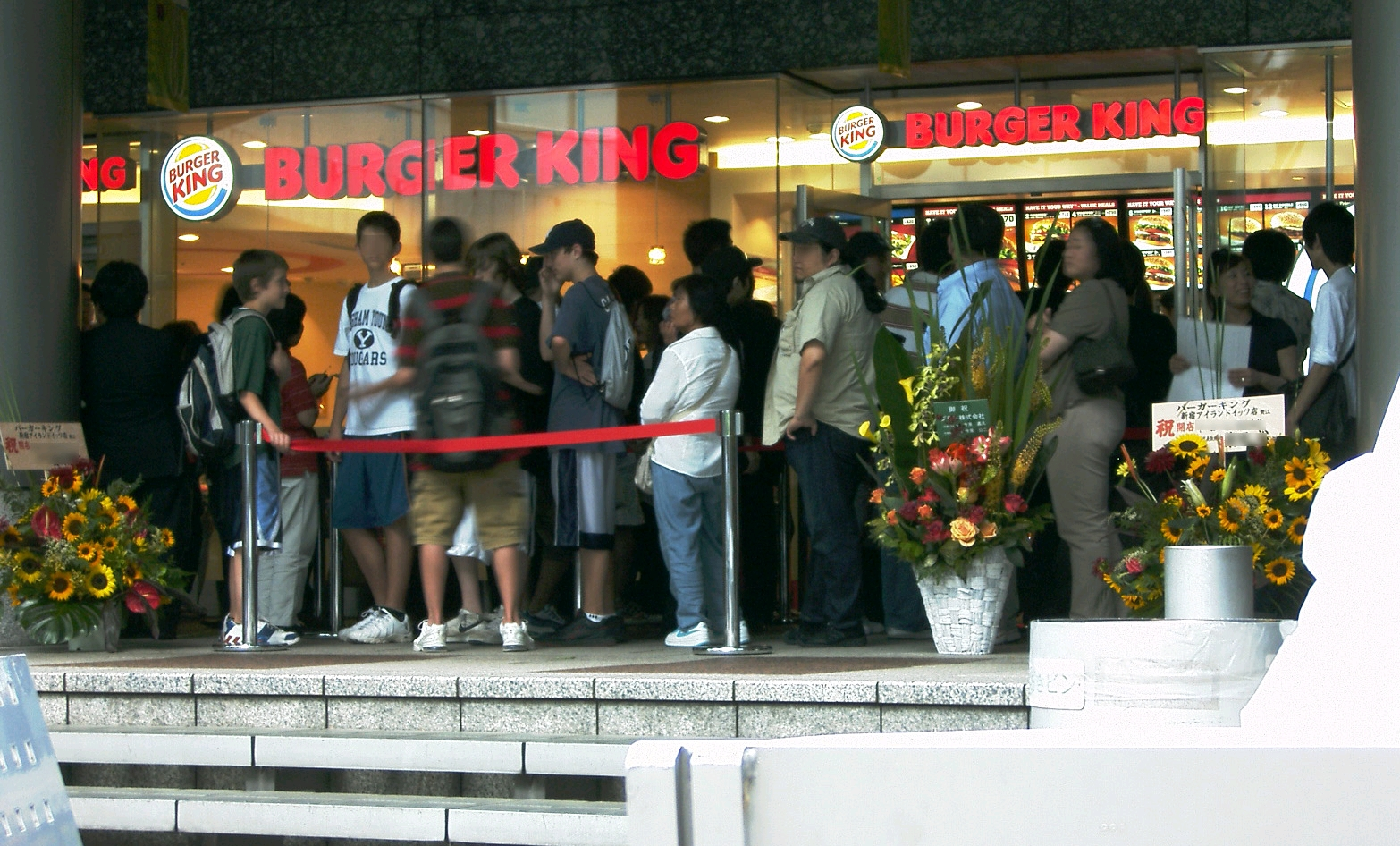
日本再進出1号店である新宿アイランドイッツ店のオープン当日の様子

2006年11月29日、日本等の「ロッテリア」を運営するロッテ（日本法人）と、ロッテリア再建に携わる企業支援会社リヴァンプ（REVAMP）が共同出資し、新会社「株式会社バーガーキング・ジャパン」を資本金1億円で設立した。米バーガーキング社（BKC）と2006年12月15日にフランチャイズ契約を締結 した。本社はリヴァンプ本社と同じ東京都渋谷区笹塚サウスビルに置き、初代代表取締役社長には日本マクドナルドやゼンショー時代の日本ウェンディーズでハンバーガー事業に携わった経歴を持つ笠真一が就任した。
日本再上陸第1号店として2007年6月8日、東京都新宿区西新宿6丁目の「新宿アイランドタワー」内に「新宿アイランドイッツ店」として開店した（2011年8月31日閉店）。初日開店前には約700人が行列するなど賑わいをみせ、メディアでも報じられた。同店のオープンを記念し、日本限定の新メニューとしてテリヤキワッパーが発売された。
出店目標を2010年3月までに日本国内で50店舗と発表。JT時代と異なり店内は全面禁煙だが完全分煙の喫煙室を設置する店舗もある。
当初の出店地域は首都圏1都3県のみだったが、2011年7月以降は「なんばセンター街店」（大阪） をはじめとする関西にも店舗を設けており、新規出店の店舗に加え、渋谷センター街店のようにロッテリアの跡地に出店する場合 もあれば、池袋店・新宿西口店など近隣複数のロッテリア店舗を転換して出店する場合もある。
2010年8月21日、ロッテリア（韓国法人）が、ロッテらから負債約14億円引き継ぎを条件に、バーガーキング・ジャパンを1,400ウォン（100円）で買収した。この買収が発表された9月2日には、アメリカのバーガーキングも投資会社3Gキャピタルによって約32億6000万ドルで買収されることで合意した ことを発表している。
2017年にアフィニティ・エクイティ・パートナーズが新たにフランチャイズ契約を締結した後も、ロッテリア（韓国法人）が運営する店舗は平行して営業を続けていたが、2019年5月に全22店舗を閉店。同年9月、ロッテリア（韓国法人）は、毎年100億ウォン台の赤字を計上していたことを理由に、バーガーキングを運営するバーガーキング・ジャパンホールディングス（法人番号：4011001050211、清算済み）の全株式をアフィニティ・エクイティ・パートナーズに100億ウォンで売却した。

#### 沿革（ロッテ・韓国ロッテリア運営期）
- 2006年
  - 11月29日 - ロッテとリヴァンプの共同出資会社・株式会社バーガーキングジャパンを設立。
  - 12月15日 - 株式会社バーガーキングジャパンが米国バーガーキング社より日本における店舗展開の権利を取得する。
- 2007年
  - 6月8日[18] - 再上陸1号店となる[18][19]「新宿アイランドイッツ店[19]」を、新宿アイランドタワー低層部の飲食店街「新宿アイランドIt's[20]」地下1階にオープン[18]。
  - 8月17日 - アメリカ・バーガーキング社のサイドメニュー、オニオンリング（Onion Rings）を商品化・販売開始[21]。
- 2008年10月20日 - 10号店「本厚木ミロード店」がオープン。
- 2010年8月21日 - ロッテリア（韓国法人）がロッテらから経営権を取得。
- 2011年
  - 5月29日 - 西武新宿店が閉店[22]。
  - 7月21日 - 関西エリア初出店となる「なんばセンター街店」がオープン[11]。
  - 8月16日 - 京都市に「河原町三条店」がオープン[23]。関西エリア2号店[23]、京都府初出店[23]。
  - 8月31日 - 1号店[18]「新宿アイランドイッツ店[19]」が閉店[24]。
  - 8月31日 - 川越駅前クレアモール商店街にあった「川越クレアモール店」が閉店[25]。
  - 9月8日 - 大阪市に「アメリカ村店」がオープン[26]。関西エリア3号店[26]。店舗数が30店を超える[26]。
  - 9月25日 - 京成船橋駅北口（船橋駅南口）にあった「京成船橋店[27]」が閉店[28]。
  - 11月20日 - 「キュポ・ラ」3階に「川口キュポ・ラ店[29]」が開店[30]。カウンター越しに直火焼き調理の様子を見られる小型店舗「BKグリルデザインコンセプト」として初出店[30]。
  - 11月29日 - 京都市に四条河原町店がオープン[31]。「BKグリルデザインコンセプト」店舗[30][31]。
  - 11月30日 - みなとみらいセンタービル1階にあった「みなとみらい店[32]」が閉店[33]。
  - 12月7日 - この日開業した小田急マルシェ町田店の2階に「小田急マルシェ町田店」を出店[34]。
- 2012年
  - 1月15日 - 千葉県我孫子市の「あびこショッピングプラザ[35]」にあった「あびこショッピングプラザ店[36]」が閉店[37]。
  - 1月15日 - 「小田原ダイナシティ店」が閉店[38]。
  - 2月28日 - 大阪市の京橋駅地下街・コムズガーデンにあった「京橋コムズガーデン店[39]」が閉店[40]。
  - 3月24日 - 「アクアシティお台場店」がオープン[41]。
  - 4月25日 - 北海道エリア初出店の「JR小樽駅店」がオープン[42]。
  - 4月27日 - 「北心斎橋店」がオープン[43]。
  - 5月6日 - 西新宿1丁目の「新宿西口店[44]」が閉店[45]。
  - 5月16日 - 四谷三丁目駅前に「四谷三丁目店」がオープン[46]。24時間営業[46]。
  - 6月27日 - 「新高円寺駅前店」がオープン[47]。
  - 7月6日、東海エリア初出店[48] の「イオンタウン千種店」がオープン[48]。
  - 7月13日 - 「札幌白石店」が開店[49]。同店舗は、北海道エリア2店舗目にして、日本国内では初のドライブスルー店舗である[49]。
  - 7月25日 - 八王子市に「野猿街道東中野店」がオープン[50]。東京都内初のドライブスルー店舗[50]。
  - 8月11日、沖縄エリア初出店の「沖映通り店」がオープン[51]。
  - 10月4日 - 「キュービックプラザ新横浜店[52]」がオープン[53]。新横浜駅ビル・キュービックプラザ新横浜のリニューアルにより、新幹線高架下の別館を飲食店街「ぐるめストリート」とした際に出店[54]。
  - 11月21日 - 「エミオ保谷店」がオープン。
  - 12月14日 - 「阪急三宮駅前店」がオープン。
  - 12月21日 - 静岡市に「静岡呉服町店」がオープン。
- 2013年7月26日 - 茨城県に「6号石岡店」がオープン。
- 2014年
  - 2月1日 - 岐阜県に「岐阜中鶉店」がオープン。
  - 4月2日 - 静岡県に「島田店」がオープン。
  - 11月1日 - 島根県に「松江南店」がオープン。
- 2015年
  - 5月 - 一部店舗のみで実施していたデリバリーサービス「BK宅配」サービスを終了。
  - 10月15日 - 鳥取県に「米子店」がオープン。
- 2016年
  - 4月28日 - 福井県に「ハピリン店」がオープン。

### アフィニティ・エクイティ・パートナーズ運営期（2017年 - ）

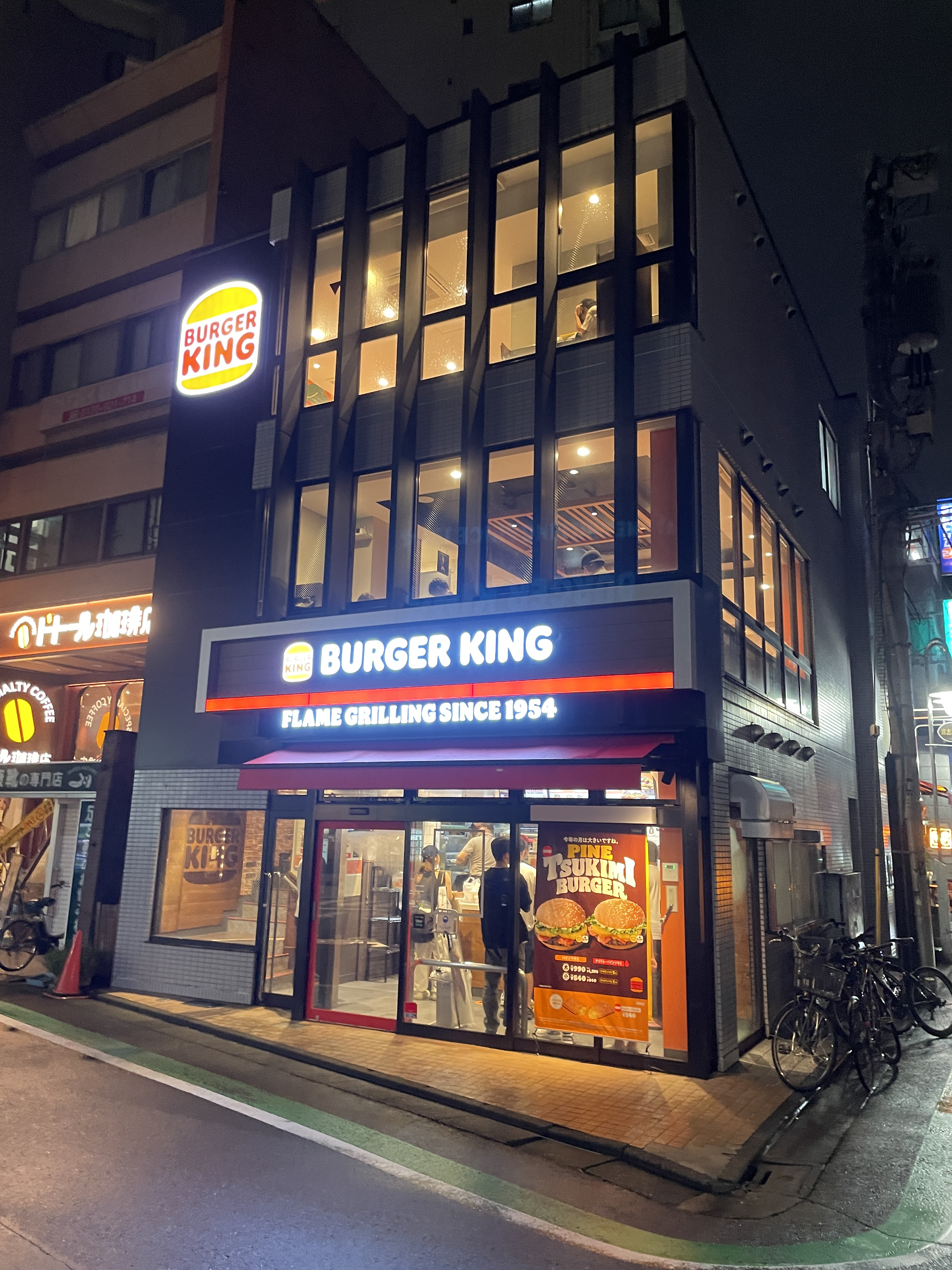
都立大学駅前店（2024年）

2017年10月7日、バーガーキングアジアパシフィック株式会社と、香港の投資ファンド、アフィニティ・エクイティ・パートナーズが、マスターフランチャイズ契約を締結したと発表。アフィニティ社は、日本におけるバーガーキング事業の運営会社としてBKジャパンホールディングスを設立し、店舗展開を行うこととした。
BKジャパンホールディングスでは積極的な店舗展開を続けるとし、2019年の大量閉店前から根本的な出店戦略を見直し、ドミナント戦略を実行し、不採算店舗の閉店と投資をしても回収できないエリアへの出店の中止を断行し、初期投資が少ない商業施設やショッピングセンターへの出店を特化・強化した事で低迷から脱し、躍進を果たした。
2019年5月に閉店したロッテリア（韓国法人）系の22店舗とほぼ同数の20店舗を2019年末までに新規オープンするとした。同社では運営母体の変更に伴い、店舗ブランドの再構築を進める方針としている。
アフィニティ・エクイティ・パートナーズは2016年に韓国のバーガーキングを1億7000万ドルで買収している。2022年1月、アフィニティ・エクイティ・パートナーズが日韓両国におけるバーガーキング事業を売却する手続きを開始すると報道された。
2025年8月現在、日本国内で278店舗を展開。青森県、秋田県、山形県、福島県、新潟県、石川県、和歌山県、山口県、徳島県、高知県、佐賀県、長崎県、大分県、宮崎県には店舗がない。

#### 沿革（アフィニティ・エクイティ・パートナーズ運営期）
- 2017年9月5日 - 株式会社ビーケージャパンホールディングスを設立。
- 2018年
  - 12月27日 - 津田沼駅南口店をオープン
- 2019年
  - 5月 - ロッテリア（韓国法人）系の22店舗を閉店[16]。
  - 7月7日 - 「イオンモール成田店」をオープン[64][64][64]。
  - 7月19日 - この日開業したキュープラザ池袋に「キュープラザ池袋店」を出店[64]。
  - 7月25日 - 「イオンモール土浦店」をオープン[64]。
  - 8月8日 - 「川崎ゼロゲート店」[65]「ペリエ稲毛海岸店」がオープン[65]。
  - 8月29日 - 綱島駅前店がオープン[65][66]。横浜市港北区ではキュービックプラザ新横浜店に続き2店舗目[54]。
  - 10月3日 - 西大島駅前店がオープン。
  - 11月11日 - 仙川駅南口のハーモニータウンせんがわ商店街に「仙川店」がオープン[67]。
- 2020年
  - 1月13日 - キュービックプラザ新横浜店[52] が閉店[54]。
  - 9月30日 - 「新宿京王モール店」が閉店[68]。
  - 11月5日 - 「イオン葛西店」をオープン[69]。
  - 11月12日 - 「イオン藤井寺ショッピングセンター店」をオープン[70]。
  - 11月21日 - この日開業したイオンタウンふじみ野1階に「イオンタウンふじみ野店」を出店[71]。
  - 11月27日 - この日開業したイオンタウン岡崎美合1階に「イオンタウン岡崎美合店」を出店[72]。愛知県では名古屋市外に初出店。
  - 12月3日 - 「ニューポートひたちなか店」をオープン[73]。
  - 12月4日 - この日開業したイオンモール上尾1階に「イオンモール上尾」を出店[74]。
  - 12月7日 - 「アリオ鳳店」をオープン。
  - 12月10日 - 「蕨駅東口店」をオープン[75]。
  - 12月15日 - 「ゆめタウン東広島店」をオープン[76]。
  - 12月15日 - 国立駅南口に「国立店」をオープン[77]。
  - 12月17日 - 「リノアス八尾店」をオープン[78]。
  - 12月23日 - 「イオンモール浜松市野店」をオープン[79]。
  - 12月25日 - 「イオンタウン富士南店」をオープン[80]。
- 2021年
  - 1月25日 - 「祖師ヶ谷大蔵店」をオープン[81]。
  - 1月27日 - 「千歳烏山店」をオープン[82]。
  - 2月1日 - 「アトレ信濃町店」をオープン[83]。
  - 2月25日 - 「イオンモール幕張新都心店」をオープン[84]。
  - 12月21日 - 「町田ジョルナ店」をオープン[85]。
  - 12月24日 - 「アリオ加古川店」をオープン。　
  - 12月28日 - 「与野駅前店」をオープン。
- 2022年
  - 1月25日 - 「イオンタウン宇多津店」をオープン[86]。四国地方初出店。
  - 1月27日 - 「赤羽東口店」をオープン。
  - 4月20日 - 「大阪ベイタワー店」をオープン[87]。
- 2025年
  - 8月5日 - 「イオンモール盛岡南店」をオープン。岩手県初上陸[88]

## 特徴のある店舗

### メニューに制限がある店舗
以下の店舗では施設設置者との契約上、期間限定メニューが提供できないなどメニューが制限されている。
- 東京競馬場店
- 京都競馬場店
- 栂池雪の広場店（栂池高原スキー場内）

### 就労継続支援A型事業所
社会福祉法人檸檬会が就労継続支援A型事業所としてのフランチャイズ店を展開している。
- 大阪ベイタワー店[89]
- 阪神尼崎店[90]

## メニュー

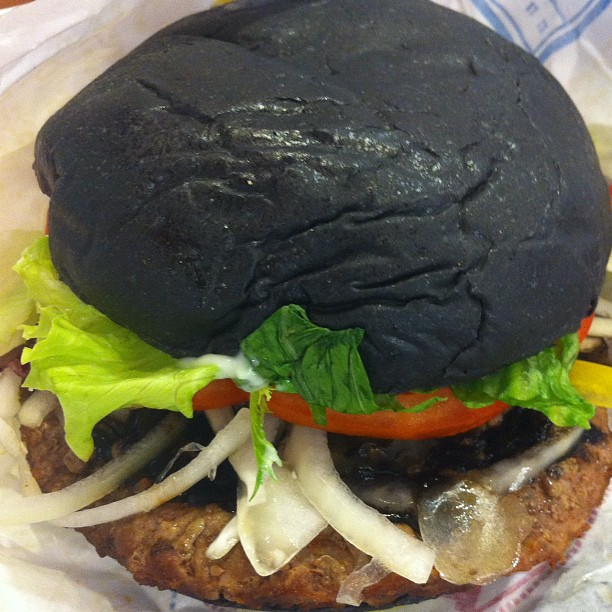
黒バーガー

日本のバーガーキングでは、通常のワッパーのほかにも、テリヤキワッパーが存在する。
このメニューはバーガーキングジャパンが日本市場向けに開発したメニューであり、大型ハンバーガーのテリヤキワッパー（Whopper Teriyaki）、小型ハンバーガーのテリヤキワッパーJr.（Whopper Teriyaki Jr.）メニューが導入された。
ワッパーとの違いは、ケチャップの代わりに生姜と醤油をベースにしたテリヤキソースを使用する点である。
2010年9月には、テリヤキワッパーに代えて、トマトなど一部具材を抜いてよりテリヤキソースと相性のよい組み合わせとなったグリルTeriyaki及びグリルTeriyaki Jr.が導入された。2012年夏以降は、レギュラーメニューで用意されるのはワッパーJr. サイズのBKテリヤキのみとなった。
2020年時点では、テリヤキワッパー、テリヤキワッパーJr.ともに、レギュラーメニューに掲載されている。
このほかにも、期間限定のメニューが提供されたケースもある。たとえば、2011年7月21日には、関西エリア初出店となる「なんばセンター街店」のオープンを記念して、期間限定メニューとして「どろソース ワッパー」が販売された。2012年には黒い食材をつかった「黒バーガー」が発売され、2013年には「黒NINJA」 が、2014年には「KURO Pearl」（KUROパール）と「KURO Diamond」（KURO ダイヤモンド） がそれぞれ発売された。さらに、2015年には「KURO SHOGUN」（黒将軍）と「KURO TAISHO」（黒大将）に加え、赤い食材を使った「AKA SAMURAI CHICKEN」（赤侍鶏）と「AKA SAMURAI BEEF」（赤侍牛）も発売された。アフィニティ・エクイティ・パートナーズ運営期の2023年においては日本国内の16店舗において総重量が582グラムもある「デラマキシ ザ・ワンパウンダー」食べ放題キャンペーンが展開され、参加者向けのグッズも配布された。ビーケージャパンホールディングス代表取締役社長（2023年時点）の野村一裕は、このように健康志向に逆行する戦略をとることについて、「あらゆることを我慢する生活が続いたため、どこかで発散させたいという思いがある」と東洋経済オンラインとのインタビューの中で説明している。
他業種とのコラボレーションの例としては、2022年にコンピューターゲーム『ディアブロ イモータル』とのコラボレーションとして「ディアブロ・ガーリックダブルチーズバーガー」が売り出された ほか、2023年には同作の関連作品『ディアブロIV』のコラボレーションとして「リリス・スパイシートマトダブルワッパーチーズ」と「ディアブロ・ガーリックダブルチーズバーガー」が発売された。

### 「わたくしの」デザートシリーズ
2021年4月からは「わたくしの」デザートシリーズを展開しており、SNSからはお嬢様のようだとユニークなシリーズ名を面白がる声が寄せられている。
バーガーキング側はこのシリーズを開発した理由について、COVID-19の流行により在宅勤務が増えたことにより、自分用のデザートを同居している家族に食べられてしまうことを想定し、自分だけのデザートで楽しめるようにとニュースサイト「J-CAST」とのインタビューの中で語っており、大人でも楽しめるようおいしさにこだわったと話している。

## サービス

### モバイルオーダー
直火焼きでの調理は時間がかかるため、アフィニティ・エクイティ・パートナーズ運営期はモバイルオーダーにも注力している。

### クーポン
バーガーキングのクーポン券は、主にチラシ式のものと、携帯電話の見せるクーポン方式の2タイプがあった。携帯電話型のクーポンは、以前はSNSのモビオンと提携をしていたが、その後は自社独自サービスとしてクーポン会員には随時クーポン配信メールが配信され、季節ごとのクーポンが着信する方式となった。
日本国内では、公式ホームページに掲載されているクーポンの画像がチラシ式（プリンターなどでプリントアウトして使用する）と携帯電話で見せる方式を兼用していた。
日本国内では2021年現在、スマートフォンの自社アプリでクーポンを配信する方式に変わっている。

## 広報
バーガーキングでは、特別なタイミングや、重要とされるエリアへの新規出店をする際、準備中の店にプロモーションを行うことがあり、たとえば2020年4月のゆめタウンみゆきへの出店に当たっては、広島東洋カープの応援を縦読みで表現したオープン告知文が用いられた。
これらの広告のうち、『バーガーキング下北沢店、作ってんで！』（バーガーキング下北沢店）と、『私たちの勝チ』（バーガーキング秋葉原昭和通り店）は、いずれも反響を呼び、「ADFEST2021」の複数の部門において受賞している。
『バーガーキング下北沢店、作ってんで！』は、「下北沢にバーガーキングを出店してほしい」というTwitter上の意見とバーガーキング側のやり取りをもとにした広告であり、準備中の下北沢店に張り出されたことで話題となり、後にADFESTでOUTDOOR部門の銀賞を受賞した。
『私たちの勝チ』は、一見するとバーガーキングの近くにあるマクドナルドに対して感謝と励ましの言葉に見えるが、縦読みすると「私たちの勝チ」と読める仕掛けが施されている。同広告の制作のきっかけは、2020年下旬にバーガーキングが競合店を調査する中で、バーガーキングの近所にあったマクドナルド秋葉原昭和通り店の閉店を知り、長年のライバルであるマクドナルドへの感謝と経緯、そしてライバルとしてのメッセージを両立したいと考えたことにある。担当者はねとらぼとのインタビューの中で、これをきっかけに自社の知名度向上に努めたいと考えていたとも話している。
同広告の文面はバーガーキングのマーケティング部と太陽企画のコピーライターが制作したものであり、バーガーキングの広報担当者がねとらぼに語ったところによると、制作期間が3日間しかなかったため、短期集中で制作したとされている。また、ビーケージャパンホールディングス代表取締役社長（2023年時点）の野村一裕も、2023年の東洋経済オンラインとのインタビューの中で、広告予算の制約があり、話題性を意識したうえでバーガーキングらしさを訴追したことを認めているた。
同広告はTwitter上で賛否両論を呼んだ。バーガーキングの担当者は、ポスターを見て何を感じたり、それについて意見を表明するのはお客様人次第だとJ-CASTに寄せたコメントの中で述べている。一方、マクドナルドはハフィントンポストの取材に対し、他社の広告活動であるとしてコメントを差し控えるとしつつも、「私たちが向き合うべきは、これまでご愛顧いただいたお客様です。取材の場を借りて、心からの感謝を伝えさせてください」と話している。「私たちの勝チ」を「わすれないよ」と読めるようにする文面のタイプに差し替えたという情報も流れたが、のちにこれは第三者が作成したものであることが判明した。
同広告は、「ADFEST 2021」で、PR部門（サブカテゴリ：PR Effectiveness）とOUTDOOR部門（サブカテゴリ：Ambient : Small Scale）でそれぞれ銅賞を受賞した。
それから約2年後の2022年3月31日、マクドナルド秋葉原昭和通り店が翌日にリニューアルオープンを控える中、バーガーキングはTwitterに「私たちの価値」という先の広告を想起するツイートを投稿した。加えて、当時営業していたバーガーキング秋葉原昭和通りに掲示した広告には縦読みで「店のデカさよりもだいじなこと。」と読める仕掛けが施されていた。

## 不祥事
バーガーキング・ジャパンは2013年8月2日、ある店舗内において廃棄予定の食材の上に従業員が寝そべっている写真がインターネット上に公開されていたことが判明したため、当該店舗ならびに従業員に対し厳重処分を下した、と発表して謝罪した。同社は、当該食材は発注ミスにより大量に残ったもので、確実に廃棄され客に提供された事実は一切なかったと述べた上で、大量廃棄に至ったことも含めて反省し社内コンプライアンス強化に努めるとした。ただし同社は、本件の発生店舗名や従業員に対する処分の具体的な内容などは公表していない。
問題の投稿は、2013年6月25日付のTwitter個人アカウントにより掲載されたもので、ツイートに記載された商品名、写真に映った食材の包装紙や従業員の制服を見た閲覧者から、バーガーキングに対する苦情が多数寄せられ事態が発覚した。
2013年は「バイトテロ」「バカッター」など不祥事が同社以外でも大量発生して飲食店や小売業などのサービス業を中心に、アルバイトを含む従業員に対するSNS利用への指導が強化された。

## テレビ番組
- 日経スペシャル カンブリア宮殿 賛否両論でファンを獲得 バーガーキング復活劇の舞台裏（2024年5月23日、テレビ東京）- ビーケージャパンホールディングス社長 野村一裕出演[114]。